# Честкув-Оседле
Честкув-Оседле (пол. Czestków-Osiedle) — село в Польщі, у гміні Бучек Ласького повіту Лодзинського воєводства.